# 北竿發電廠
北竿發電廠為一座位於中華民國福建省連江縣北竿鄉的小型火力發電廠，舊稱軍魂發電廠，目前該發電廠由台灣電力公司馬祖區營業處所擁有，並且已在協和發電廠珠山分廠投入運轉發電後改為停機備役狀態，全名為台灣電力股份有限公司馬祖區營業處北竿發電廠。

## 沿革
福建省北竿鄉最初無發電廠設置時，是由當地居民自行對外購買小型的柴油發電機並安裝於北竿島上供應當地民眾照明所需，然而當時這部小型發電機的發電量極小，僅能供應20瓦的小燈泡，供電時間也只有從天黑開始到晚間九點，爾後陸陸續續北竿島上的居民開始對外自行購買小型柴油發電機發電。
直到1973年11月23日，時任副總統嚴家淦前往北竿島巡視，馬祖戰地政務委員會委員苟雲森藉此向嚴家淦爭取在北竿興建發電廠的計畫，而嚴家淦表示肯定後，隨即於隔年6月20日，由國防部、馬祖戰地政務委員會、台電公司組成北竿發電廠籌建委員會，中央政府也撥款新臺幣2,800萬元補助發電廠建設。
發電廠由國防部進行廠房設計與規劃，當時，為防止發電廠受到解放軍的砲彈攻擊，因此廠房為地下坑道式，而台電公司方面，協助提供建廠的設計支援，廠房、儲油槽以及辦公廳的監造，以及協助代購兩部裝置容量388KW西德MAN公司製柴油發電機組運送到廠內安裝。
完成設計後，再由駐守於北竿當地的中華民國陸軍257師（軍魂部隊）承攬施工，興建工程直到1975年5月完工，並開始供電。發電廠完工後，隨即歸入馬祖電力公司旗下經營，並向台電公司借調工程師1人駐留於發電廠內擔任廠長，以負責發電廠運轉、維護及營業工作。
同年7月1日，北竿島上的發電廠正式命名為北竿軍魂發電廠，並開始對北竿島全島24小時供電。1982年4月，由於北竿島上淡水水質偏硬，因此廠內新增一部水質軟化處理設備。
由於發電廠完工後，生活品質提升，北竿島上的大小建設陸續浮現，使得原廠內兩部機組的發電量日漸不足，因此在1984年，馬電公司向西德MAN公司購買一部裝置容量540KW的柴油發電機組至軍魂發電廠中安裝。
1991年以後，因馬祖地區的戰地政務解除，發電機組便不必要再安裝於坑道內，因此同年，即在軍魂發電廠坑道外擴建新發電廠房一棟，以及增設一部裝置容量1,080KW的柴油發電機組。1994年再安裝同型號的發電機組。
1997年5月，為使軍魂發電廠排放之廢水符合標準，因此再興建廢油水處理槽1座，同年7月，馬電公司解散併入台電公司體系，台電公司也針對馬祖地區設立馬祖區營業處，軍魂發電廠歸入台電旗下後，以地名為發電廠名，軍魂發電廠更名為北竿發電廠，廠內也設立服務所一棟以兼辦北竿當地的服務工作。
2001年7月，台電公司自澎湖發電廠調移一部裝置容量1,500KW的柴油發電機組至北竿發電廠中安裝。
2002年，位於南竿島上的大型火力發電廠，珠山發電廠開始動工，預計該發電廠完工後，也將以海底電纜的形式供應北竿島上800多戶的用電。其中，南竿至北竿之間海底電纜的敷設工程由華榮電線電纜有限公司得標後開始施作，並於2009年10月3日完成兩島嶼之間的電纜敷設工程，工程項目包含敷設一條25KV級4-1/C25KV＃1AWG交連PE的海底電纜，總工程費用為22,500萬元，是中華民國的第八條海底電纜。
2010年3月，珠山發電廠完工正式商轉發電後，北竿發電廠改為備役機組停止發電，然而因珠山發電廠完工初期，供電不穩定導致時常發生停電狀況，北竿發電廠也在北竿島停電時緊急啟用發電機組開始發電，直到珠山發電廠修復重新供電後則再次進入停機備役狀態。

### 大坵島
位於北竿島附近的大坵島，早年曾有40多戶漁民常駐，還曾設有一所小學，當時為供應大坵島的用電，台電公司特地從北竿發電廠架設一條纜線橫跨大坵與北竿間600公尺寬的海峽，而這條電纜也是罕見的跨海架空線路。然而，後續隨著大坵近海的漁源逐漸枯竭，漁民陸續離開大坵島，再加上幾年前駐防於當地的國軍撤離後，大坵島幾乎無人居住，僅剩下一戶申請用電，因此台電公司目前仍持續養護這條線路中。

## 設施

### 備役中
| 名稱   | 柴油機類型 | 發電機類型       | 機組數量 | 發電燃料 | 裝置容量（MW） | 商轉日期      | 狀態   |
| ------ | ---------- | ---------------- | -------- | -------- | -------------- | ------------- | ------ |
| 四號機 |            | 交流式同步發電機 | 1        | 柴油     | 1,080KW        | 1991年8月1日  | 備役中 |
| 五號機 |            | 交流式同步發電機 | 1        | 柴油     | 1,080KW        | 1994年12月1日 | 備役中 |
| 六號機 |            | 交流式同步發電機 | 1        | 柴油     | 1,500KW        | 2001年5月22日 | 備役中 |

### 已汰除
| 名稱   | 柴油機類型          | 發電機類型       | 機組數量 | 發電燃料 | 裝置容量（MW） | 商轉日期     | 狀態   |
| ------ | ------------------- | ---------------- | -------- | -------- | -------------- | ------------ | ------ |
| 一號機 | 德国MAN公司製柴油機 | 交流式同步發電機 | 1        | 柴油     | 388KW          | 1975年7月1日 | 已拆除 |
| 二號機 | 德国MAN公司製柴油機 | 交流式同步發電機 | 1        | 柴油     | 388KW          | 1975年7月1日 | 已拆除 |
| 三號機 | 德国MAN公司製柴油機 | 交流式同步發電機 | 1        | 柴油     | 540KW          | 1984年       | 已拆除 |

## 資料來源
1. 1 2 3 4 5 6 7 8 9 10 11 12 13 14 15 16 17 18 19 20 21  朱瑞墉.  (PDF). 源雜誌. 2009-05  [2016-04-18]. （原始内容存档 (PDF)于2016-01-28）.
2. ↑  . 國家圖書館. 1973-06-20  [2016-04-18]. （原始内容存档于2019-05-14）.
3. ↑  李天鐸. . 東網. 2014-08-17  [2016-04-18]. （原始内容存档于2019-05-16）.
4. ↑  . 經濟部能源局. 2001-12  [2016-04-18].[永久]
5. 1 2  . 台灣電力公司.   [2016-04-18]. （原始内容存档于2016-03-03）.
6. ↑  . 馬祖日報. 2010-12-17  [2016-04-18].